# 나탄 자이베르그
나탄 자이베르그(히브리어: נָתָן זיַיבֶּרְגְ, IPA: [naˈtan ˈzai̯berg] 영어: Nathan Seiberg 네이선 자이버그[*] IPA: [ˈneɪθən ˈzaɪbə(r)g], 1956년 9월 22일 ~ )는 이스라엘 태생의 미국 물리학자다. 끈 이론 및 초대칭 게이지 이론의 연구에 공헌하였다.

## 생애
1956년 9월 22일 텔아비브에서 출생하였다. 1977년에 텔아비브 대학교에서 학사 학위를 수여받았고, 1977년~1982년 동안 이스라엘 방위군에 복무하였다. 1982년에 바이츠만 과학 연구소에서 물리학 박사 학위를 수여받았다.
이후 바이츠만 과학 연구소와 럿거스 대학교의 교수로 있다가, 1997년부터 프린스턴 고등연구소 교수로 있다.

## 주요 업적
자이베르그는 {\displaystyle {\mathcal {N}}=1} 초대칭 게이지 이론에 대한 자이베르그 이중성과 {\displaystyle {\mathcal {N}}=2} 초대칭 게이지 이론에 대한 자이베르그-위튼 이론을 발견하였다. 후자는 4차원 다양체의 위상수학에 큰 영향을 미쳤다.

## 같이 보기
- 게이지 이론
- 순간자
- 끈 이론
- 2차원 등각 장론
- S-이중성
- 변칙 (물리학)